# 1031

## Evenimente
- 20 iulie: Henric I al Franței devine rege la moartea tatălui său Robert al II-lea al Franței.

## Nașteri
- Malcolm III Canmore, rege al Scoției (d. 1093)
- Matilda de Flandra, fiică a lui Baudouin al V-lea, conte al Flandrei, a fost ducesă de Normandia și regină consort a Angliei (d. 1083)
- Roger I al Siciliei, conte de Sicilia (d. 1101)
- Shen Kuo, savant enciclopedist chinez și om de stat din perioada dinastiei Song (d. 1095)

## Decese
- 20 iulie: Robert al II-lea al Franței, regele Franței (996-1031), (n. 972)
- 2 septembrie: Sfântul Emeric, fiul regelui Ștefan I al Ungariei și al soției acestuia, regina Ghizela de Bavaria, sora împăratului Heinrich al II-lea (n. 1007)